# Hum Stubički
Hum Stubički – wieś w Chorwacji, w żupanii krapińsko-zagorskiej, w gminie Gornja Stubica. W 2011 roku liczyła 580 mieszkańców.